# فريق المملكة المتحدة لركوب الدراجات للسيدات
فريق المملكة المتحدة لركوب الدراجات للسيدات (بالفرنسية: Équipe nationale de Grande-Bretagne )‏ هو ممثل المملكة المتحدة الرسمي في المنافسات الدولية في سباق الدراجات على الطريق للسيدات.